# ليونارد لينكاو
ليونارد لينكاو (25 فبراير 1926 - 26 يناير، 2017) هو طبيب أسنان أمريكي ورائد في مجال زراعة الأسنان. في عام 1969، تم ترشيحه لجائزة نوبل في الطب، مما يجعله طبيب الأسنان الوحيد الذي ترشح تلك الجائزة. يمتلك لينكاو 36 براءة اختراع في علوم طب الأسنان.

## النشأة والتعليم
وُلد لينكاو في بروكلين، نيويورك في 25 فبراير 1926. لعب رياضة البيسبول في المدرسة الثانوية، ووقّع على عقد لفلايق نيويورك جاينتس للعب لدوريها للمدارس الثانوية في سبرينغفيلد بولاية أوهايو.
عمل لينكاو كمُشغّل إذاعي في القوات الجوية للجيش الأمريكي خلال الحرب العالمية الثانية.
تراجع لينكاو عن مهنته كاعب محترف لكرة القاعدة، والتحق بكلية طب الأسنان بجامعة نيويورك، وتخرج في عام 1952.

## الحياة المهنية
قام لينكاو بأول عملية لزرع للأسنان في عام 1952. وأثناء ممارسته لطب الأسنان في مدينة نيويورك، عالج لينكاو أكثر من 100,000 مريض.
وتشمل ابتكاراته في مجال زراعة الأسنان زرع الشفرة عن طريق الفم، وبعض التقنيات اللازمة لزرع شكل الجذر، وزرع تحت السمحاق الثلاثي، وتصميم العرافة الداخلية سداسية الشكل لزرع شكل الجذر.
عمل لينكو كرئيس للأكاديمية الأمريكية لطب الأسنان في عام 1974 ورئيس المجلس الأمريكي لزراعة الفم عام 1993. كما شارك في تأسيس الجمعية الأمريكية لطب الاسنان مع إيروين سميجيل.
بالإضافة إلى إلقاء المحاضرات على الصعيد الدولي، ألّف لينكاو 18 كتابًا وحوالي 200 مقالة صحفية.
كما شغل لينكاو منصب أستاذ في جامعة نيويورك، وجامعة تمبل في ولاية بنسلفانيا، وجامعة بيتسبرغ، وجامعة ليل في فرنسا.

## الوفاة
تُوفي لينكاو في 26 يناير عام 2017 بعمر التسعين.

## الجوائز والتكريم
- جائزة الإنجازات مدى الحياة من، 2015[3]
- زميل شرف في الأكاديمية الأمريكية لطب الأسنان الزرع [3]
- جائزة إيزايه ليو للبحوث التذكارية، عام1990[3]
- ترشّح لجاءزة نوبل في الطب عام 1969[3]
- جائزة آرون جيرشكوف / نورمان غولدبيرغ، 1974[3]

## مؤلفاته
- زراعة الأسنان اليوم
- زرع الفك العلوي (1977)
- زرع الفك السفلي (1977)
- نظريات وتقنيات زراعة الأسنان (مجلد.1) (1970)
- نظريات وتقنيات زراعة الأسنان (مجلد.2) (1970)

## الإرث
تم تسمية ثلاثة معاهد على اسم لينكاو تكريمًا له:
- معهد لينكاو الدولي لزراعة الفم في باري، إيطاليا.
- معهد لينكاو الدولي لزراعة الفم في سانت بطرسبرغ، روسيا.
- معهد لينكو - الكاريبي لزراعة الأسنان في كينغستون، جامايكا.

## روابط خارجية
- مكتبة الدكتور ليونارد I. لينكو
- ليونارد I. لينكو، الأكاديمية الأمريكية لزراعة الأسنان